# Tổng giáo phận Mandalay
Tổng giáo phận Mandalay (tiếng Miến Điện: မန္တလေးကက်သလစ်ဂိုဏ်းချုပ်သာသနာ; tiếng Latinh: Archidioecesis Mandalayen(sis)) là một tổng giáo phận của Giáo hội Latinh trực thuộc Giáo hội Công giáo Rôma ở Myanmar. Tổng giáo phận là nơi có tòa tổng giám mục quản lí Giáo tỉnh Mandalay. Tổng giám mục đuơng nhiệm là Máccô Tin Win, được bổ nhiệm vào ngày 25/4/2019.

## Lịch sử
Tiền thân của tổng giáo phận là Hạt Đại diện Tông tòa Trung Miến Điện được thành lập vào ngày 27/11/1866 theo một chiếu chỉ Summum ecclesiae của Giáo hoàng Piô IX, tách ra từ Hạt Đại diện Tông tòa Miến Điện (hiện là Tổng giáo phận Yangon). Hoạt động truyền giáo trên Hạt Đại diện được giao cho các tu sĩ người Pháp của Hội Thừa sai Paris quản lí.
Ngày 19/7/1870, Giáo hoàng Piô IX đã ra một chiếu chỉ Quod Catholici nominis, đổi tên Hạt Đại diện Tông tòa thành Hạt Đại diện Tông tòa Bắc Miến Điện.
Ngày 5/1/1939, một phần lãnh thổ của Hạt Đại diện Tông tòa được tách ra để thành lập Hạt Phủ doãn Tông tòa Bhamo (hiện là Giáo phận Myitkyina), đồng thời đổi tên thành Hạt Đại diện Tông tòa Mandalay theo tông sắc Birmaniae Septemtrionalis của Giáo hoàng Piô XI.
Ngày 1/1/1955, Hạt Đại diện Tông tòa được nâng cấp thành một tổng giáo phận đô thành theo tông sắc Dum alterna của Giáo hoàng Piô XII.
Ngày 21/11/1992, một phần lãnh thổ của tổng giáo phận được tách ra để thành lập Giáo phận Hakha.

## Thống kê
Số liệu được lấy từ Anuario Pontificio 2020.
| Năm                                                   | Dân số   | Dân số     | Dân số | Linh mục      | Linh mục       | Linh mục      | Linh mục                | Phó tế | Tu sĩ     | Tu sĩ    | Giáo xứ |
| Năm                                                   | giáo dân | tổng cộng  | %      | linh mục đoàn | linh mục triều | linh mục dòng | tỉ lệ giáo dân/linh mục | Phó tế | nam tu sĩ | nữ tu sĩ | Giáo xứ |
| ----------------------------------------------------- | -------- | ---------- | ------ | ------------- | -------------- | ------------- | ----------------------- | ------ | --------- | -------- | ------- |
| 1950                                                  | 14 000   | 5 000      | 0,3    | 44            | 38             | 6             | 318                     |        | 20        | 97       | 22      |
| 1970                                                  | 35 377   | 5 700 000  | 0,6    | 35            | 30             | 5             | 1010                    |        | 9         | 86       | 35      |
| 1980                                                  | 57 000   | 6 130 000  | 0,9    | 29            | 24             | 5             | 1965                    |        | 8         | 89       | 5       |
| 1990                                                  | 70 226   | 11 260 000 | 0,6    | 53            | 50             | 3             | 1325                    |        | 12        | 116      | 15      |
| 1999                                                  | 22 000   | 17 000     | 0,1    | 35            | 29             | 6             | 628                     |        | 23        | 143      | 19      |
| 2000                                                  | 23 807   | 17 000     | 0,1    | 37            | 31             | 6             | 643                     |        | 36        | 91       | 19      |
| 2001                                                  | 21 681   | 15 000     | 0,1    | 31            | 25             | 6             | 699                     |        | 29        | 99       | 20      |
| 2002                                                  | 22 809   | 15 000     | 0,2    | 31            | 25             | 6             | 735                     |        | 84        | 90       | 20      |
| 2003                                                  | 23 119   | 15 000     | 0,2    | 37            | 31             | 6             | 624                     |        | 25        | 84       | 23      |
| 2004                                                  | 22 511   | 15 000     | 0,2    | 48            | 40             | 8             | 468                     |        | 25        | 126      | 30      |
| 2013                                                  | 20 143   | 9 436 000  | 0,2    | 64            | 42             | 22            | 314                     |        | 56        | 118      | 32      |
| 2016                                                  | 21 485   | 9 678 773  | 0,2    | 73            | 47             | 26            | 294                     | 1      | 60        | 98       | 35      |
| 2019                                                  | 22 321   | 9 666 650  | 0,2    | 92            | 57             | 35            | 242                     |        | 68        | 12       | 35      |
| Nguồn: Catholic-Hierarchy, lấy từ Anuario Pontificio. |          |            |        |               |                |               |                         |        |           |          |         |

## Lãnh đạo
- Charles Arsène Bourdon, M.E.P. † (1/10/1872[6]-1/5/1887 từ nhiệm)
- Pierre-Ferdinand-Adrien Simon, M.E.P. † (24/2/1888[7]-20/7/1893 qua đời)
- Antoine-Marie-Joseph Usse, M.E.P. † (22/12/1893[8]-31/3/1900 từ nhiệm)
  - Trống tòa (1900-1906)
- Marie-Eugène-Auguste-Charles Foulquier, M.E.P. † (18/8/1906[9]-27/6/1929 từ nhiệm)
- Albert-Pierre Falière, M.E.P. † (25/6/1930-19/12/1959 từ nhiệm[10])
- Gioan Giuse U Win † (19/12/1959-29/5/1965 qua đời)
- Aloisiô Moses U Ba Khim † (9/8/1965-10/10/1978 qua đời)
- Anphongsô U Than Aung † (25/9/1978-1/3/2002 từ nhiệm)
  - Charles Maung Bo, S.D.B. (1/3/2002-24/5/2003) (Giám quản Tông tòa)
- Phaolô Zingtung Grawng † (24/5/2003-3/4/2014 nghỉ hưu)
- Nicholas Mang Thang (3/4/2014 theo quyền thừa kế-25/4/2019 nghỉ hưu)
- Máccô Tin Win, từ 25/4/2019[11]